# コンティゴ・シ
『コンティゴ・シ』（スペイン語: Contigo sí）は、メキシコのテレノベラ。ラス・エストレージャスで2021年10月11日から2022年3月25日まで放送された。 主演はアレハンドラ・ロブレス・ヒル、ダニーロ・カレラとブランドン・ペニシェ。

## 登場人物

### 主要キャラクター
アンヘラ・グティエレス
演 - アレハンドラ・ロブレス・ヒル
アルバロ・ビジャロボス・ウルタド
演 - ダニーロ・カレラ
レオナルド・サンティリャーナ・モラン
演 - ブランドン・ペニシェ
ジェラルド・ベガ
演 - エルネスト・ラガーディア
サマンサ・ベガ
演 - バルバラ・イスラス
ミルタ・モラン
演 - アネット・ミシェル
アニバル・トレビニョ
演 - リサルド
アルマ・ヤズベク・パレデス
演 - ジェマ・ガロア
サンドロ・サンティリャーナ
演 - マヌエル・ランデタ